# 饭否
饭否是中国大陆地区首批提供微型博客服务的类Twitter网站之一，用户可以通过网页、WAP页面、手机短信/彩信（现已不可用）、IM软件（包括MSN、Google Talk）和上百种API应用发布消息（限140字以内）或上传图片。用户间通过互相关注、私信、或@对话等方式互动。
网站由人人网（原校内网）的创始人王兴于2007年5月12日建立，基于LAMP架构。饭否团队中有穆荣均、刘丹（已离职）、郭万怀、杨俊（已离职）、王悦蒙等人。自2009年7月7日起，该网站一度被关闭。2010年11月11日，饭否的网页重新可以打开，显示用户头像墙以及 “2010.11” 的字样。11月25日晚，饭否网站再度开放登入。

## 名称
“饭否”一词来源于辛弃疾的《永遇乐·京口北固亭怀古》中的“廉颇老矣，尚能饭否？”引用其中的“饭否”二字，在这里体现了微型博客的“唠叨精神”，有如中国人喜欢见人就唠叨一句“你吃饭了吗？”

## 影响
在饭否的初期阶段，中国大陆与Twitter类似的中文网站有六七家，其中饭否是各方面功能较为完备，最接近Twitter的一个。与Twitter相比，中文微博客为大多数不习惯英文的中国用户提供了更好的选择。
2009年上半年，饭否的用户数从年初的30万左右激增到了百万。同年6月2日，惠普成为饭否首个企业付费用户，开始获得第一笔收入。与此同时，陈丹青、艾未未、梁文道、连岳等一批文化名人的加入，都带动了饭否的快速成长。 
在2009年下半年饭否被关闭以后，新浪、网易、腾讯、搜狐等国内门户网站先后推出了微博客服务，其中新浪微博成为发展最快的一家，众多前饭否用户因此转移到了新浪微博。

## 重要事件
- 2007年5月，饭否正式上线，提供API、私信、博客插件、短信发布消息和IM绑定发布等基本功能。后续迭代新增了@互动、收藏、分享、彩信发布等功能，并推出了Flash插件。
- 2009年初，结束测试阶段开始正式运营，新增了自定义模板、全站搜索、回复等功能。
- 2009年4月－5月，饭否排行榜上线，饭否拍拍发布，新增饭否热词和博客导入功能。
- 2009年6月2日，惠普成为饭否首位付费用户，王兴称这是网站获得的首笔收入。[6]
- 2009年6月3日－6月5日，中国互联网维护日，网站暂停服务。
- 2009年7月，乌鲁木齐市发生骚乱事件，电话通讯中断后消息依靠网络继续传播。[7]。虽然饭否屏蔽了乌鲁木齐相关的关键词搜索[8]，但7月7日晚起依然受事件影响暂停服务[9]，后续同类迷你博客网站叽歪和嘀咕也被关闭。
- 2009年8月11日，饭否团队在其博客上承诺“会带着一个更好的饭否回来”。[10]
- 2009年9月2日，百度饭否贴吧被关闭（叽歪吧和嘀咕吧也同时被关闭），百度百科上的饭否词条被删除，豆瓣上的“饭否”“饭否官方”“饭否观光团”“饭否话痨圈”等相关小组被解散。10月2日，百度饭否贴吧重新开放。
- 2009年10月20日，饭否团队在其博客上表示“停了105天，走了2位同事，但我们还在。饭否会回来。”。[11]10月22日起，饭否团队博客无法访问。
- 2010年3月1日，饭否团队发布网站数据导出工具。有网友表示这可能意味着饭否不再会重新开放。[12]3月4日，饭否团队再度创业，推出团购网站美团网。
- 2010年11月10日，有媒体报道称饭否有望恢复访问，并且已经得到中国经济网的投资。饭否创始人王兴对此消息不置可否。[13][14]
- 2010年11月11日，有人开办了饭否fanfou.com.cn这个网站，但已被原饭否创始人王兴在微博否认：“澄清一下，fanfou.com.cn这个网站和我没有关系，和原来的饭否没有关系。”[15]
- 2010年11月11日晚，fanfou.com 可以在中国大陆部分地区打开，页面上显示了饭否用户的部分头像，点击页面后会以大号字体显示2010·11。创始人王兴确认，他表示目前饭否域名正在逐步解封，不过暂无互动功能。[16]
- 2010年11月13日，饭否团队博客恢复访问。
- 2010年11月25日，饭否恢复访问，原用户可正常登录，新用户注册须邀请。[17]饭否完全恢复访问的消息也得到了饭否创始人王兴的证实。此外由于访问量过大，造成服务器一度处于不稳定状态。[18]